# Cacaban Kidul
Cacaban Kidul is een bestuurslaag in het regentschap Purworejo van de provincie Midden-Java, Indonesië. Cacaban Kidul telt 1235 inwoners (volkstelling 2010).